# Phascogale calura
Espèce
Statut de conservation UICN

 NT  : Quasi menacé
Le phascogale à queue rousse (Phascogale calura) est un petit marsupial carnivore trouvé dans le centre et l'ouest de l'Australie. Il est très ressemblant au phascogale à queue en brosse (Phascogale tapoatafa) mais il est plus petit et plus roux.
Comme chez l'autre espèce de Phascogale, les mâles phascogales meurent après leurs premiers accouplements à la suite du stress. Ils dépassent rarement 11,5 mois, alors que les femelles peuvent vivre trois ans. Les mâles élevés en captivité peuvent vivre aussi vieux. Espèce arboricole, le phascogale a un régime alimentaire varié, et se nourrit d'insectes et d'araignées, mais aussi de petits oiseaux et de petits mammifères, notamment de souris (Mus musculus). Il ne boit pas, l'eau dont il a besoin lui étant apportée par le biais de son alimentation.